# Anton Friazine
Anton Friazine ou Antonino Friazine, également appelé Antonio Gislardi est un architecte et diplomate d'origine italienne qui a travaillé en Russie entre 1469 et 1488.
Il est le neveu d'un autre diplomate italien, Ivan Friazine. Son nom Friazine est la dénomination donnée en Russie aux architectes italiens qui venaient y exercer leurs talents.

## Biographie
On sait peu de chose sur Anton Friazine :
- Il provient de Vicence ville du Nord de l'Italie.
- Il arrive à Moscou en 1469 avec une partie de la suite de Iouri Trakhaniot ambassadeur du cardinal Vissarion avec une proposition de mariage entre Ivan III et Sophie Paléologue.
- En 1471, il revient du Vatican pour tenter d'établir des relations diplomatiques entre le Vatican et Moscou.
- Il a aidé son oncle Ivan Friazine (appelé aussi : Jean-Baptiste de la Volpe) à faire passer par Moscou l'ambassadeur de la république de Venise auprès de la Horde d'Or Jean-Baptiste Trevizane. Il est arrêté à la suite de cela et son oncle est jeté en prison. Lui-même est prié de retourner à Venise demander des excuses.
- En 1485, il construit la première tour en brique du kremlin de Moscou, celle appelée la secrète (Tainitskaïa).
- En 1488 il construit la tour d'angle du Kremlin appelée Vodovzvodnaïa.

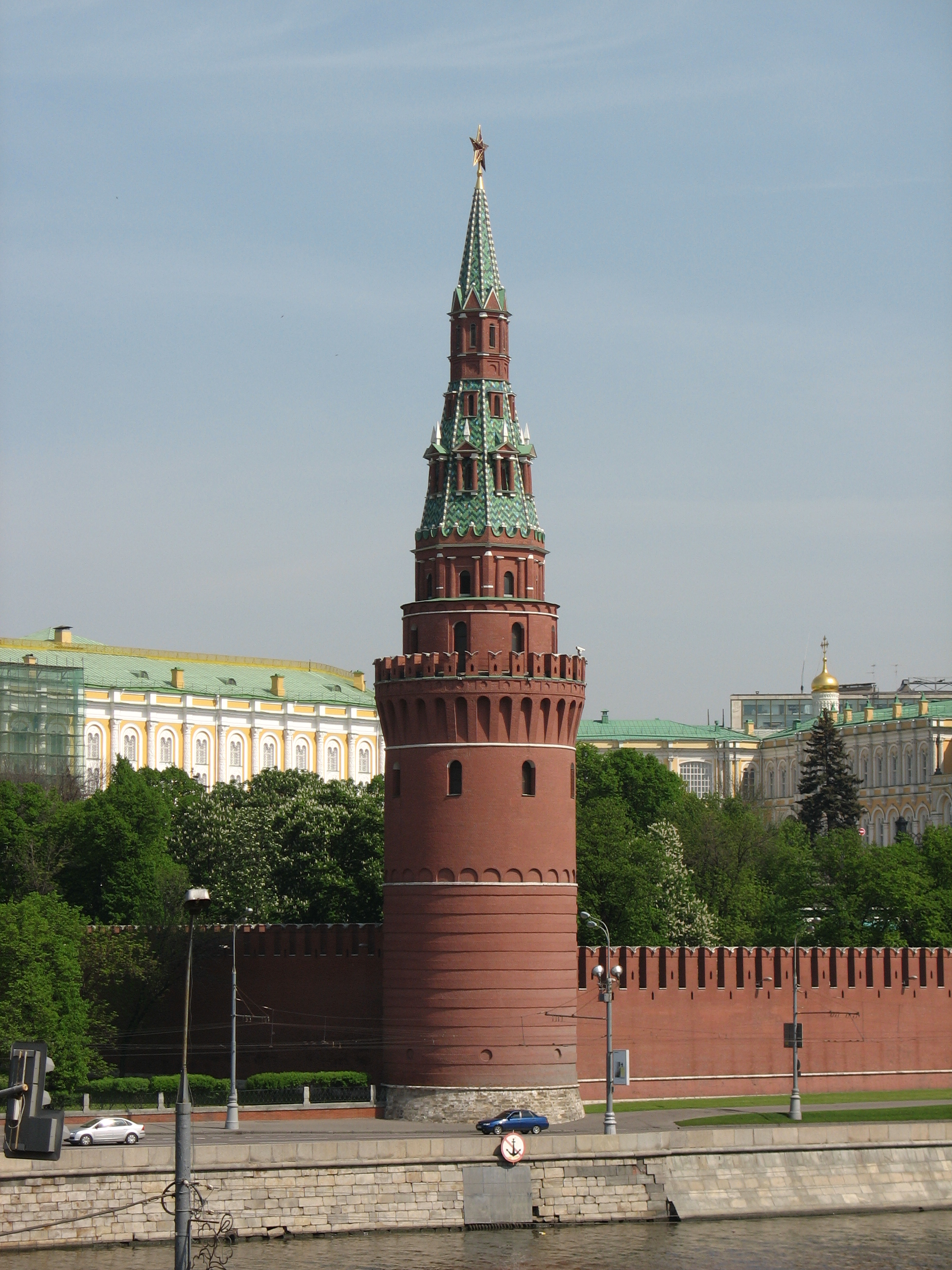
La tour Vodovzvodnaïa.
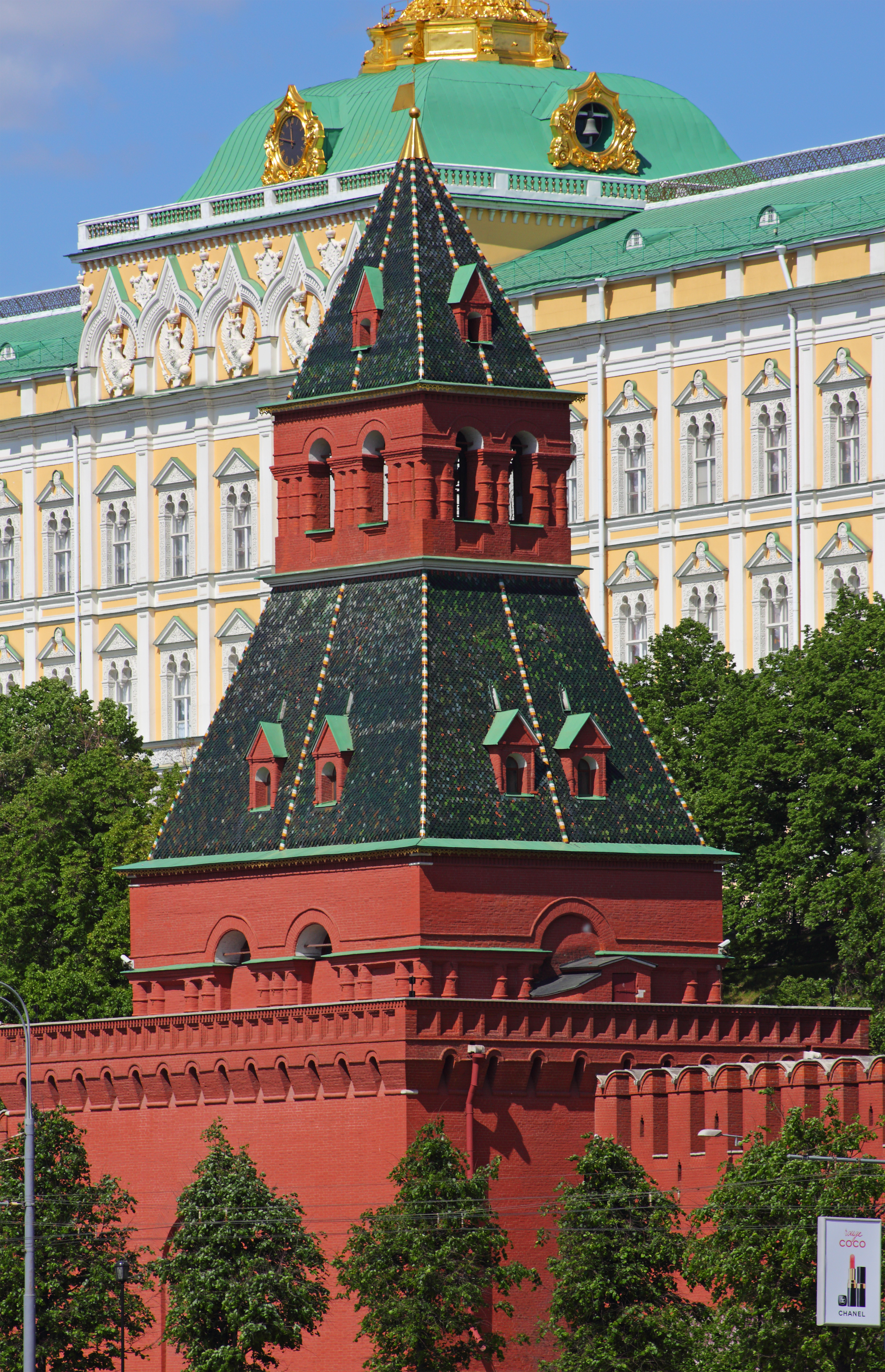
La tour Tainitskaïa.

L'hypothèse est parfois émise par certains historiens suivant laquelle il existe deux personnes différentes dénommées Anton Friazine .